# Enicospilus thanei
Enicospilus thanei là một loài tò vò trong họ Ichneumonidae.